# V-30
Pour les articles homonymes, voir Périphérique de Valence.
La V-30 aussi appelée Circunvalación de Valencia est une voie rapide qui a les caractéristiques autoroutières desservant le centre urbain de la capitale de Communauté valencienne jusqu'au Port de Valence depuis l'A-7 et le reste du réseau autoroutier espagnol.

## Caractéristiques
D'une longueur de 17 km environ, c'est une autoroute très chargée qui a la particularité d'être à 2x4 voies dont 2 voies sont séparées par un terre plein central dans chaque sens de circulation pour séparée le trafic local de desserte du centre de la ville et le trafic de transit qui relie le port à l'A-7. Tout cela le long du fleuve la Turia qui traverse Valence. Le sens Port de Valence/A-7 se trouve dans la rive nord du fleuve avec le trafic de transit côté fleuve et le trafic local côté ville. Alors que le sens A-7/Port de Valence se situe de l'autre côté dans la rive sud.
Cet axe est très fréquenté : non seulement il dessert toutes les zones de la ville mais aussi le Port de Valence qui a connu un fort développement économique ces dernières années notamment l'été, grâce aux véhicules à destination des îles Baléares par ferry qui là relie régulièrement à Ibiza et Palma de Majorque. Depuis que Valence a organisé la Coupe de l'America 2007 et le Grand prix de Formule 1 dans le nouveau Circuit urbain de Valence, il a été enregistré une nouvelle affluence de trafic.

De plus, le développement économique de Valence a explosé et ses échanges avec les plus grandes villes du monde également. Le Port de Valence est un des plus développés de la Méditerranée pour les marchandises.
C'est de la que partent la plupart des autoroutes relier au réseau espagnol à destinations des différents points cardinaux du pays :
- A-7/AP-7 : Castellón de la Plana - Tarragone - Barcelone - France (AP-7) pour le nord et Alicante - Murcie - Andalousie pour le sud
- A-3 : Valence - Madrid

Mais encore les voies rapides locales qui partent du périphérique :
- V-15 : Valence - El Saler
- CV-36 :  Valence - Torrent

La V-30 célèbre pour ses embouteillages, contourne le centre de Valence le long du fleuve la Turia et passe à proximité de toutes les communes de la banlieue sud de la ville (Paterna, Manises, Quart de Poblet, Xirivella... Jusqu'au Port de Valence qui a accueilli la Coupe de l'America 2007.

## Tracé
- Elle débute à hauteur de la zone industrielle Fuente del Jarro qu'elle longe par le sud où elle se déconnecte de l'A-7.
- La V-11 et le CV-365 en provenance de Paterna croise le périphérique pour rejoindre l'aéroport de Valence dans la commune de Manises qu'il contourne par le nord et qu'il dessert par la même occasion.
- La rocade nord de Valence (CV-30) vient se connecter au périphérique au nord de Quart de Poblet. À partir de là débute la séparation des flux le long du fleuve.
- Quelque mètre plus loin, l'A-3 en provenance de Madrid viens se connecter au nord de Xirivella.
- La V-30 continue de desservir le centre urbain par le sud avant de croiser la CV-36 en provenance de la cité dortoir de Torrent.
- La CV-400 qui double la V-31 et dessert les zones industrielles du Sud de la ville à son tour vient se connecter.
- Ensuite, 2,3 km plus loin, la pénétrante sud de la ville en provenance des autoroutes A-7/AP-7 pour le Sud du pays vient à son tour croiser le périphérique au sud du centre ville.
- La périphérique se termine sur l'embouchure de la Turia et de la mer Méditerranée au niveau du croisement avec la V-15 où elle enjambe le fleuve et dessert la gare d'entrée du Port de Valence.

## Sorties
| Numéro de la sortie | Nom de la sortie                                                                                    | Bifurcation   |
| ------------------- | --------------------------------------------------------------------------------------------------- | ------------- |
|                     | Port de Valence seulement pour les autorisés                                                        | V-30          |
|                     | Valence, El Saler                                                                                   | V-15          |
|                     | Castellar, El Oliveral, Mercavalencia                                                               |               |
|                     | Valence, Alicante, Albacete                                                                         | V-31          |
|                     | Calle José Soto Micó (Valence), La Torre (es)                                                       | CV-4001       |
|                     | Calle San Vicente Mártir (Valence), Benetússer - Catarroja                                          | CV-400        |
|                     | Calle Archiduque Carlos (Valence), Torrent                                                          | CV-36         |
|                     | Avenida Tres Forques, Avenida del Cid, Centre Commercial Valence                                    |               |
|                     | Valence, Madrid, Aéroport de Valence                                                                | A-3           |
|                     | Ademuz, Liria CV-35 Ronda Norte , Quart de Poblet, Paterna, Feria de Valence CV-31                  | CV-30         |
|                     | Paterna, Manises                                                                                    | CV-371        |
|                     | Paterna, Feria de Valence CV-31 - Zone industrielle Fuente El Jarro - Manises - Aéroport de Valence | CV-365 - V-11 |
|                     | Alicante - Madrid - Barcelone                                                                       | A-7           |